# Karol Wolski
Karol Piotr Wolski – polski profesor, dr hab. nauk rolniczych, profesor zwyczajny Instytutu Agroekologii i Produkcji Roślinnej Wydziału Przyrodniczego i Technologicznego Uniwersytetu Przyrodniczego we Wrocławiu.

## Życiorys
6 maja 1997 obronił pracę doktorską Możliwości poprawy składu botanicznego i plonowania runi łąkowej metodą siewu bezpośredniego w warunkach klimatyczno-glebowych Dolnego Śląska, 4 marca 2003 habilitował się na podstawie pracy zatytułowanej Wpływ uproszczonych metod renowacji runi łąkowej na jej produkcyjność. 11 kwietnia 2012  nadano mu tytuł profesora w zakresie nauk rolniczych. Objął funkcję profesora nadzwyczajnego w Instytucie Agroekologii i Produkcji Roślinnej  na Wydziale Przyrodniczym i Technologicznym Uniwersytetu Przyrodniczego we Wrocławiu.
Był kierownikiem Katedry Łąkarstwa i Kształtowania Terenów Zieleni Wydziału Przyrodniczego i Technologicznego Uniwersytetu Przyrodniczego we Wrocławiu.